# Bidragsbrottslagen
Bidragsbrottslagen är en svensk speciallag för att kunna straffa dem som lämnar felaktiga uppgifter eller låter bli att anmäla ändrade förhållanden och på grund härav erhåller offentliga bidrag eller bidrag med för stort belopp.
Lagen omfattar alla offentliga bidrag, ersättningar och lån för personligt ändamål som beslutas av Försäkringskassan, Premiepensionsmyndigheten, Centrala studiestödsnämnden, Migrationsverket, länsarbetsnämnderna, kommunerna och arbetslöshetskassorna.
Brottet förekommer i tre svårhetsgrader.
- Normalbrottet som benämns bidragsbrott kan rendera fängelse i högst två år [1]
- Grovt brott om det rör betydande belopp eller falska handlingar använts eller brottet ingått i systematisk eller omfattande brottslighet kan medföra fängelse i lägst sex månader och högst fyra år [2]
- Ringa brott om det rör mindre belopp. I sådant fall kan dömas till böter eller fängelse högst sex månader.[1]

Straffskalorna är att jämställa med dem som gäller för bedrägeri.
Den som före utbetalning av en ekonomisk förmån frivilligt vidtar en åtgärd som leder till att ett korrekt beslut om förmånen kan fattas, döms inte till ansvar.
- Kvinna som underlåtit att till Migrationsverket anmäla att hon hade förvärvsarbete har frikänts av Svea hovrätt eftersom åberopade författningar och lag saknade bestämmelser om skyldighet att anmäla ändrade förhållanden.[4]
- Kvinnlig pensionär dömd för bidragsbrott. Hon glömde uppge att hon blivit sambo.[5]

## Undantag
Lagen gäller inte bidrag som utbetalas av riksdagen, eftersom riksdagen inte uppräknas i lagtexten. Vidare kan otydliga regler leda till att lagen inte är tillämpbar.
Detta får till följd att riksdagsman kan lämna felaktiga uppgifter och lyfta bidrag utan att åklagare anser sig kunna ingripa.

## Förarbeten
- Bidragsbrottsutredningens förslag SOU 2006:48